# Intxaurrondo

Localització d'Intxaurrondo

Intxaurrondo és un dels 17 barris de Sant Sebastià. Té una població de 16.211 habitants. Està situat al sud d'Ategorrieta i limita a l'oest i a l'est amb Egia i Altza, respectivament. Va pertànyer a aquest últim municipi fins a l'any 1939, quan va passar a ser un barri independent de Sant Sebastià.
El barri està dividit en dues parts, conegudes com a Hego Intxaurrondo (Intxaurrondo Sud) i Ipar Intxaurrondo (Intxaurrondo Nord). El seu nom en basc vol dir noguera.
Intxaurrondo és internacionalment conegut perquè fins a principis del s.XXI al quarter de la Guàrdia Civil s'hi torturava, maltractava i vexava els detinguts.

## Festes
Cada part d'Intxaurrondo té la seva pròpia festa: la del sud, Kaldero Jaun (‘Home Calder’), celebrada del 28 de juny a l'1 de juliol, i la del nord és en Santa Kruz, Intxaurrondo Zaharreko Festak, en la segona setmana de setembre.